# ジョン・メイスフィールド
ジョン・エドワード・メイスフィールド（John Edward Masefield, OM、1878年6月1日 - 1967年5月12日）はイギリスの詩人および作家。
1930年から1967年に死去するまで、イギリスの桂冠詩人。
詩集『海水のバラード』所蔵の『Sea Fever』を含む数多くの名詩と、『夜中出あるくものたち』、『喜びの箱』、『ニワトリ号一番のり』などの児童文学作品の作者として知られている。
詩のほとんどは船員であった経験から生み出された海への強い憧れを高らかに歌い上げており、海洋冒険小説などによく引用される。

## 経歴
- 1878年 - イギリス中部の Herefordshire 州 Ledbury で生まれる。
- 1897年 - Warwickshire の King's School で教育を受けた後、見習い水夫を経て遠洋定期船上の下級船員になるも病を得たため船を下り、故郷に戻る。この頃から文筆活動を始める。
- 1902年 - 処女詩集『海水のバラード』を発表する。
- 1914年頃 - 第一次世界大戦中に、兵役を免除される年齢であるのにもかかわらず、自身の経験を後日発表するため医療助手として西部戦線へ赴く。
- 1930年 - オックスフォードに定住、ロバート・ブリッジズから桂冠詩人の肩書きを継承する。しかしながら、彼の最良の仕事はこの称号を受ける前になされたと一般に思われている。
- 1967年 - 死後、ウェストミンスター寺院の詩人コーナーに埋葬される。

## 主な翻訳
- 『ニワトリ号一番のり』　木島平治郎訳、寺島龍一画、福音館書店〈福音館古典童話シリーズ〉、1967年。
- 『夜中出あるくものたち』　石井桃子訳、評論社、1973年。
- 『喜びの箱』　石井桃子訳、評論社、1975年。